# 279 Thule
279 Thule este un asteroid din centura principală, descoperit pe 25 octombrie 1888, de Johann Palisa.